# Parautolytus
Parautolytus är ett släkte av ringmaskar. Parautolytus ingår i familjen Syllidae.
Kladogram enligt Catalogue of Life:
| Parautolytus | \| \| Parautolytus fasciatus \| \| \| \| \| \| Parautolytus luzonensis \| \| \| \| |
|              | \| \| Parautolytus fasciatus \| \| \| \| \| \| Parautolytus luzonensis \| \| \| \| |
|              | Parautolytus fasciatus                                                             |
|              |                                                                                    |
|              | Parautolytus luzonensis                                                            |
|              |                                                                                    |